# Chapel Hill (Tennessee)
Chapel Hill è un comune degli Stati Uniti d'America, situato nello Stato del Tennessee, nella Contea di Marshall.